# Spinout (álbum)
Spinout es el vigésimo séptimo álbum de estudio del músico y cantante estadounidense Elvis Presley, publicado por la compañía discográfica RCA Victor en octubre de 1966. El álbum, que sirvió como banda sonora de la película homónima, fue grabado en los Radio Recorders de Hollywood, California los días 16 y 17 de febrero de 1966. Alcanzó el puesto dieciocho en la lista estadounidense Billboard 200.

## Contenido
A comienzos de 1966, ejecutivos de RCA Records y Tom Parker, representante de Presley, llegaron a la conclusión de que no podían esperar que las bandas sonoras llegasen a los mismos niveles de ventas del pasado. La música popular estaba sufriendo cambios a mediados de la década de 1960, con músicos y grupos como The Beatles y Bob Dylan dominando las listas de éxitos, mientras que Presley había sido relegado a un segundo plano en el mercado musical. Las ventas de las bandas sonoras estaban disminuyendo paulatinamente y obteniendo un menor éxito en las listas de discos más vendidos.
Sin embargo, las sesiones de Spinout se adhirieron a la fórmula seguida durante los cuatro años anteriores. Fueron grabadas un total de nueve canciones para el álbum, las cuales aparecieron también en la película. Gran parte de las canciones procedían de clásicos, cuyos derechos de autor fueron revertidos a Elvis Presley Music y Gladys Music, editoriales propiedad del músico y de Parker. Un tema, «Stoop, Look and Listen», había sido anteriormente grabado por Ricky Nelson y Bill Haley & His Comets.
Dos canciones fueron publicadas como sencillos un mes antes del estreno de la película: «Spinout», respaldada en su cara B por «All That I Am», solo entró en el top 40 de la lista Billboard Hot 100. Elvis interpretó la canción «Adam and Evil» en el escenario en la película con un largo redoble de batería al comienzo. 
Reconociendo los cambios en el gusto musical del público, tres canciones de carácter contemporáneo fueron añadidas como extras en la banda sonora de Spinout. Grabadas en el RCA Studio B de Nashville durante las sesiones del álbum de gospel How Great Thou Art, dos fueron temas de R&B. La otra fue «Tomorrow Is a Long Time», una composición de Bob Dylan. Por otra parte, «Down in the Alley» había sido publicada anteriormente por The Clovers en 1957, mientras que «I'll Remember You» había sido grabada por Don Ho. A pesar de su presencia en el álbum, obtuvo un éxito aun inferior a sus predecesores.
Dylan comentó a la revista Rolling Stone en junio de 1969 que la versión de Presley de «Tomorrow Is a Long Time» fue la versión de una de sus canciones que «más apreciaba». Las tres canciones extra fueron también publicadas en el recopilatorio From Nashville to Memphis: The Essential 60s Masters, mientras que tres temas de la película fueron incluidas en Command Performances: The Essential 60s Masters II.

## Lista de canciones
| Cara A |                         |                                        |          |  |
| N.º    | Título                  | Escritor(es)                           | Duración |  |
| 1.     | «Stop, Look and Listen» | Joy Byers                              | 1:31     |  |
| 2.     | «Adam and Evil»         | Fred Wise, Randy Starr                 | 1:55     |  |
| 3.     | «All That I Am»         | Sid Tepper, Roy C. Bennett             | 2:15     |  |
| 4.     | «Never Say Yes»         | Doc Pomus, Mort Shuman                 | 1:53     |  |
| 5.     | «Am I Ready»            | Sid Tepper, Roy C. Bennett             | 2:26     |  |
| 6.     | «Beach Shack»           | Bill Giant, Bernie Baum, Florence Kaye | 1:48     |  |

| Cara B |                           |                                        |          |  |
| N.º    | Título                    | Escritor(es)                           | Duración |  |
| 1.     | «Spinout»                 | Ben Weisman, Dolores Fuller, Sid Wayne | 2:32     |  |
| 2.     | «Smörgåsbord»             | Sid Tepper, Roy C. Bennett             | 2:01     |  |
| 3.     | «I'll Be Back»            | Ben Weisman, Sid Wayne                 | 2:02     |  |
| 4.     | «Tomorrow Is a Long Time» | Bob Dylan                              | 5:20     |  |
| 5.     | «Down in the Alley»       | Jesse Stone                            | 2:48     |  |
| 6.     | «I'll Remember You»       | Kui Lee                                | 2:52     |  |

## Personal
- Elvis Presley – voz
- The Jordanaires – coros
- Boots Randolph – saxofón
- Scotty Moore, Tommy Tedesco – guitarra eléctrica
- Tiny Timbrell – guitarra acústica
- Floyd Cramer – piano
- Charlie Hodge – piano (en "Beach Shack")
- Bob Moore – contrabajo
- D.J. Fontana, Buddy Harman – batería

## Posición en listas
| País           | Lista                | Posición |
| -------------- | -------------------- | -------- |
| Estados Unidos | Billboard Pop Albums | 18       |